# Jay Howard
Jay Howard (Basildon, 16 februari 1981) is een Brits autocoureur. 

## Carrière
Howard reed in 2003 in de Britse Formule Ford en in 2004 en 2005 in de Amerikaanse Formule Ford. In 2006 reed hij in de Indy Lights voor Sam Schmidt Motorsports. Hij won in zijn debuutjaar in de Indy Lights de races op de Nashville Superspeedway en de Kentucky Speedway en werd kampioen op het einde van het jaar. In 2007 en 2009 reed hij parttime in de Indy Lights. In 2008 debuteerde hij voor Roth Racing in de IndyCar Series met een beperkt programma. Hij reed vijf races, maar kon geen enkele keer binnen de top tien finishen. In 2010 ging hij parttime aan de slag in de IndyCar Series voor Sarah Fisher Racing. Hij kon zich niet kwalificeren voor de Indy 500 en reed vier races uit het kampioenschap, maar finishte telkens buiten de top twintig. In 2011 reed hij drie races voor Sam Schmidt Motorsports, zonder veel succes.